# 大池村
大池村（おおいけむら）は静岡県の西部、佐野郡・小笠郡に属していた村である。現在の天竜浜名湖鉄道天竜浜名湖線西掛川駅周辺にあたる。

## 地理
- 河川：逆川、倉真川

## 歴史

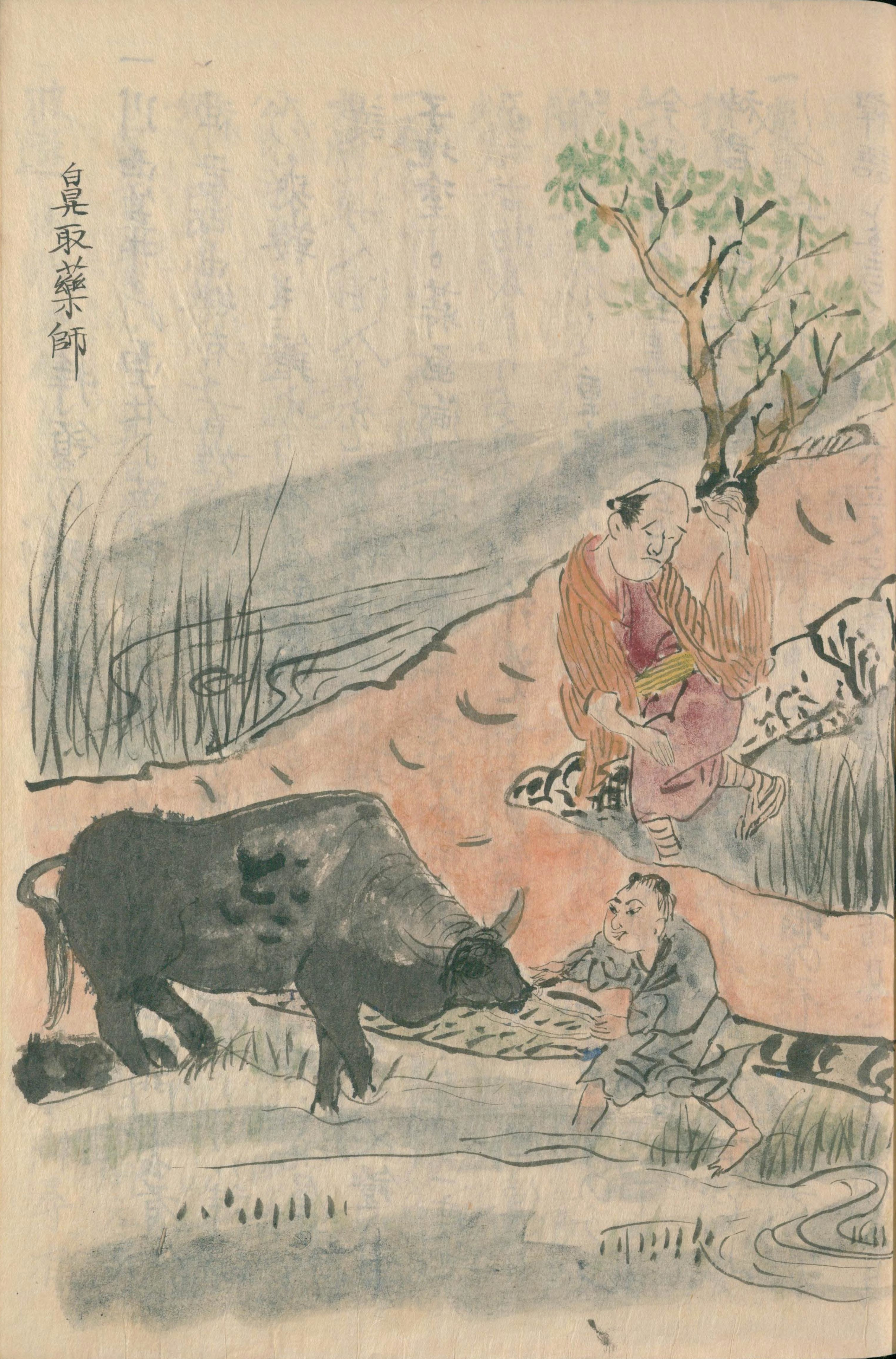
鼻取薬師の伝承を描いた江戸時代の彩色画（「鼻取藥師」藤長庚編集『遠江古蹟圖會』1803年。国立国会図書館蔵）。十九首の東光寺に平将門所縁の薬師如来像が納められ、鼻取薬師として知られるようになったが、のちに大池の池邊神社に移され御神体とされたという

- 1889年（明治22年）4月1日 - 町村制の施行により、大池村［大部分］、新村が合併して佐野郡大池村が発足。
- 1891年（明治24年）6月11日 - 南郷村の一部（長谷）を編入。
- 1896年（明治29年）4月1日 - 郡制の施行により所属郡が小笠郡に変更。
- 1925年（大正14年）8月20日 - 掛川町に編入。同日大池村廃止。

## 交通

### 鉄道
現在は天竜浜名湖鉄道天竜浜名湖線（開業当時は日本国有鉄道二俣線）の西掛川駅が所在するが、当時は未開業。

### 道路
- 国道1号（東海道）